# Södra Tisseltjärnet
Södra Tisseltjärnet är en sjö i Eda kommun i Värmland och ingår i Göta älvs huvudavrinningsområde. Sjöns area är 0,02 kvadratkilometer och den befinner sig 258 meter över havet.